# Calle Archeros
La calle Archeros es una vía pública del barrio de San Bartolomé en el caso histórico de la ciudad española de Sevilla.

## Descripción
La vía discurre desde la calle Verde hasta Santa María la Blanca. Aparece descrita en la Noticia histórica del origen de los nombres de las calles de esta ciudad de Sevilla (1839) de Félix González de León con las siguientes palabras:

Calle Archero. Esta calle que se llama calle Archeros ó Arqueros, pertenece al cuartel B. y por mitad á las parroquias de santa María la Blanca y S. Bartolomé. No se si en algun tiempo vivirian en ella los fabricantes de arcos ó de pipas, que es regular que de haí se derive el nombre. Es tambien conocida por de Sta. Marìa la Blanca, y por de la Nieves, por la inmediacion á esta ayuda de parroquia. Antes y despues de la conquista hasta la espulsion de los judios, pertenecía esta calle á la antigua Alhamia (aunque es consiguiente que con otro nombre.) Esta calle es angosta bastante; y pasa por el costado de la citada parroquia de santa Maria la Blanca, desde la calle Verde á la plaza del mismo nombre de dicha parroquia.
(González de León, 1839, p. 179)